# Женская сборная Австралии по хоккею на траве
Женская сборная Австралии по хоккею на траве (англ. Australia women's national field hockey team; прозвище «Хоккейные кенгуру» англ. «Hockeyroos»: комбинация слов «хоккей» и «кенгуру») — женская сборная по хоккею на траве, представляющая Австралию на международной арене. Управляющим органом сборной выступает национальная федерация хоккея «Hockey Australia».
Образована в 1914 году, тогда же сыграла свою первую игру. Одна из наиболее успешных национальных сборных Австралии: трижды побеждала за последние шесть летних Олимпийских игр (1986, 1996, 2000), дважды выигрывала чемпионаты мира (1994, 1998), трижды побеждала на Играх Содружества (1998, 2006, 2010).
Сборная является одной из сильнейших в мире, занимает (по состоянию на 16 июня 2014) 2-е место в рейтинге Международной федерации хоккея на траве (FIH).

## Результаты выступлений

### Мировая лига
- 2012/13 —
- 2014/15 —

### Чемпионат мира по индорхоккею
- 2003 — 9-е место
- 2007 — 6-е место
- 2011 — 8-е место
- 2015 —